# Tomislav Ivančić
Tomislav Ivančić (* 30. November 1938 in Davor, Königreich Jugoslawien; † 17. Februar 2017 in Zagreb) war ein kroatischer römisch-katholischer Theologe.

## Leben
Ivančić studierte Philosophie und Theologie in Zagreb und Rom. Er wurde 1966 zum Priester geweiht. Nach Erlangung des Doktorats an der Päpstlichen Universität Gregoriana kehrte er 1971 nach Zagreb zurück, wo er nach seiner Habilitation über Die Offenbarung als gegenseitiges Verhältnis. Ein Beitrag zur Offenbarungstheologie 1975 Professor für Fundamentaltheologie an der Katholisch-Theologischen Fakultät der Universität Zagreb wurde.
Von 1998 bis 2001 war Ivančić Dekan der Katholisch-Theologischen Fakultät. Seit 1998 war er auch Vorstand des Instituts für Fundamentaltheologie. Seit 2004 war er Mitglied der Internationalen Theologenkommission des Vatikans.
Ivančić war Begründer der „Hagiotherapie“ und gründete 1990 das „Zentrum für geistliche Hilfe“ in Zagreb.

## Gemeinschaft „Gebet und Wort“ und die „Hagiotherapie“
Tomislav Ivančić gilt als Begründer der „Hagiotherapie“ (griechisch: Hagios ‚Heilige‘ Therapeia ‚Heilung‘), eines vor allem im Kontext der von ihm gegründeten Gemeinschaft MiR (molitva i riječ, in Deutschland, Österreich und der Schweiz „Gebet und Wort“) angewendeten Seelsorgekonzeptes, welches in den Bereich der „therapeutischen Seelsorge“ einzuordnen ist. Die Gemeinschaft MiR ist eine katholische Vereinigung von Laien, deren Ziele die geistliche Hilfestellung für Menschen in Konflikt- und Krisensituationen sowie Evangelisation sind. Theologisch steht sie im Kontext der katholisch-charismatischen Evangelisationsbewegung.

### Methoden
Grundlage der Hagiotherapie sei das Bemühen, geistliche und moralische Leiden zu heilen. Sie versteht sich als philosophisch-theologisches Theorie- und Praxismodell unter Zugrundelegung einer Dreieinheit aus Körper, Psyche und Geist. Ivančić sieht in der geistlichen eine entscheidende Ebene, da sich viele ursächliche Störungen in diesem Bereich letztlich als Symptom in Körper und Seele manifestieren würden. Er spricht daher von „symptomatischen geistlichen Krankheiten“ wie Gewissensbissen, Ängsten und traumatischen Zuständen, die sich als Verwundungen von Leib und Psyche äußern.
Ivančić entwickelte Schulungsprogramme, mit denen sogenannte „geistliche“ Traumata wie Ängste, Bedrückung, Sinnlosigkeit, Aggressivität usw. geheilt werden sollen. Diese werden in sogenannten Zentren geistlicher Hilfe durchgeführt, bei denen die Kursleiter eine spezielle theologische Schulung erhalten haben. Er ging davon aus, dass jede Krankheit körperlicher oder seelischer Natur häufig eine geistliche Dimension hat und dass der Heilung des menschlichen Geistes eine Schlüsselfunktion bei der Heilung des ganzen Menschen zukomme. Geistliche Gesundheit manifestiere sich seiner Meinung nach an einer von ihm negativ konnotierten Aggressivität. In der „Eirene-Therapie“ gehe es um das Ziel einer Versöhnung und die Befreiung von sämtlichen Aggressionen.
Unter Einbeziehung des Geistlichen würden seiner Meinung nach die größten Heilungschancen erzielt, da man sich „nicht nur die Kräfte des menschlichen Geistes zunutze macht, sondern auch die Kräfte des Geistes Gottes“. Der Mensch würde mit seinem Geist die Transzendenz berühren und „überlebt sich selbst, auch wenn er das Leben verliert“. Zu erreichen sei dieser Zustand mit Hilfe der Gnade, konkret durch Gebete, Sakramentenempfang, Buße und kirchliche Verkündigung.

### Kritik
Nach dem Theologen Harald Baer weise die Hagiotherapie eine große Nähe zur charismatischen Bewegung auf. Ihr Berufen auf die heilenden Kräfte des Glaubens, seien „mit dem Denken Bisers und Beinerts nicht kompatibel, da einer semantischen Ähnlichkeit gravierende theologische Differenzen gegenüberstehen.“ Anleihen mache sie zwar bei den Methoden der Logotherapie, vertrete „aber den Anspruch einer größeren Reichweite und Effizienz, insofern die Logotherapie auf den Bereich des Innerweltlichen und Endlichen beschränkt bleibt“. Ivančić unternehme den Versuch, „fast alle wichtigen Autoren der abendländischen Geistesgeschichte zu Wort kommen zu lassen“, es fänden jedoch „keine Diskussion der Thesen, kein Abwägen der Argumente, kein Herausarbeiten der Konvergenzen und Divergenzen“ statt. Bei Zitierungen von Bibelstellen, suche „man vergebens exegetische Kommentare, von aktuellen Literaturhinweisen ganz zu schweigen“.
Der Theologe und Mediziner Walter Schaupp kritisierte, dass die Hagiotherapie der Versuchung erliege, „die Logik der klassischen Therapeutik in falscher Weise auf die spirituelle Ebene zu übertragen“. Zudem würden sich in ihr theologisch überholte Gedanken von Schuld und Sühne wiederfinden, etwa dass sich „moralische Schuld von Großeltern in physischen Krankheiten der Enkel manifestieren“ könne, die entsprechend „spirituell“ zu behandeln seien.
Der Theologe Winfried Müller nannte auf religio.de den „Gebrauch medizinischen Vokabulars“ bei „seelsorgerliche[n] Interaktion[en]“ aufgrund „einer folgenden Begriffsverwirrung“ als problematisch. Es sei „zu warnen, dieses Vokabular für theologische Interaktion zu verwenden“. Ivančić würde „das Terrain seriöser wissenschaftlicher Arbeit“ verlassen und „einer laienhaften Patchwork-Medizin Tor und Tür“ öffnen.

## Veröffentlichungen
- Tomislav Ivančić: Diagnose der Seele und Hagiotherapie,
- Tomislav Ivančić: Grundlagen der Hagiotherapie, Graz 1998, Gratia, ISBN 3-901569-07-3
- Tomislav Ivančić: Hagiotherapie. Eine Methode geistlicher Hilfe,
- Tomislav Ivančić: Therapie des Geistes
- Tomislav Ivančić: Begegnung mit dem lebendigen Gott, Salzburg 2007, Grafocommerce, ISBN 3-902521-10-4
- Tomislav Ivančić: Allseitige Verwundung des Menschen, Zagreb 2017, Teovizija
- Tomislav Ivančić: Heilung des Menschen in der Hagiotherapie, Illertissen, Media Maria Verlag, ISBN 978-3-9815943-6-2
- Tomislav Ivančić: Hagiotherapie in der Begegnung mit dem Menschen. Grundlagen der Anthropologischen Medizin, Berlin 2015, LIT Verlag, ISBN 978-3-643-12954-3
- Tomislav Ivančić: Wenn Gott stirbt. Fundamentaltheologische Zugänge, Berlin 2016, LIT Verlag, ISBN 978-3-643-13053-2
- Tomislav Ivančić: Erneuerungen der Kirche in der Welt von heute, Berlin 2016, LIT Verlag, ISBN 978-3-643-13304-5
- Tomislav Ivančić: Jesus von Nazareth – geschichtliche Person. Zugänge im Blick auf fundamentale Rückfragen aus Theologie, Geschichts-, Literatur- und Kulturwissenschaft. Geleitwort von Thomas Söding, Berlin 2018, LIT Verlag, ISBN 978-3-643-13617-6.